# Rivière Tomasine
La rivière Tomasine est un affluent de la rivière Désert, coulant dans le territoire non organisé du Lac-Pythonga, dans la municipalité régionale de comté (MRC) La Vallée-de-la-Gatineau, dans la région administrative de l'Outaouais, au Québec, au Canada.

## Géographie

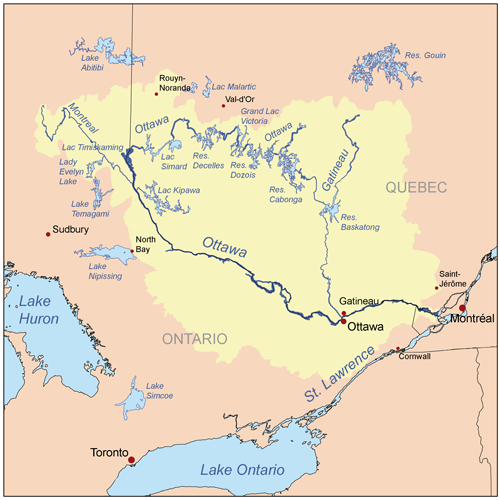

Situé à l'extrémité sud-ouest de la réserve faunique La Vérendrye, la rivière Tomasine constitue la ligne de démarcation entre cette réserve et la zec Bras-Coupé–Désert. Par sa forme allongée dans le sens nord-sud, le lac Tomasine se confond sur les cartes topographiques avec la rivière du même nom qui fait la continuité du lac par le côté sud. Ce lac reçoit les eaux des lacs Savary et Embarras.
La rivière Tomasine se confond avec les lacs du Pont localisés au sud du cours d'eau. Aussi désignés Upper Bridge Lake et Lower Bridge Lake, ces deux lacs sont situés de part et d'autre d'un pont qui enjambe la rivière au rétrécissement maximal. Plusieurs petits lacs environnants alimentent ce cours d'eau qui se déverse vers le sud dans les lacs Rond, sur le territoire de la zec Bras-Coupé–Désert. À partir du lac Rond, les eaux se déversent dans la rivière Désert laquelle coule vers le nord-est, puis vers le sud, et finalement vers l'est, pour aller se déverser dans la rivière Gatineau.

## Toponymie
La terme Tomasine est d'origine algonquin. L'étymologie varie selon les auteurs. Pour certains, ce toponyme tire son origine de tangasin, signifiant toucher le fond rocheux, de tang, toucher et asin, roche. Pour d'autres, notamment le père G. Lemoine, il s'agirait de tomasin, le rocher ou la roche de Tom, de tom, Tom et asin, rocher. Dans son rapport de 1894 sur l'exploration de la région de l'Outaouais supérieur, l'arpenteur Henry O'Sullivan fait référence au toponyme rivière Tomasine et le lac du même nom.
Le toponyme rivière Tomasine a été officialisé le 5 décembre 1968 à la Banque des noms de lieux de la Commission de toponymie du Québec.